# Rainer Rauffmann
Rainer Rauffmann (in greco: Μάρκος Ράινερ Ράουφμαν, Markos Raïner Raoufman; Kleve, 26 febbraio 1967) è un allenatore di calcio ed ex calciatore tedesco naturalizzato cipriota, di ruolo attaccante.
Quattro volte consecutive miglior marcatore a Cipro (1998-2001), con l'Omonia Nicosia ha vinto due campionati (2001 e 2003), una Coppa (2000) e due Supercoppe nazionali (2001 e 2003). Ha realizzato oltre 250 reti in carriera, la maggior parte con la maglia dell'Omonia, andando sei volte in doppia cifra e realizzando più di 30 gol a stagione in cinque annate.

## Carriera
Durante la sua carriera da professionista, cominciata nel 1987, ha militato in diverse squadre tra le quali Eintracht Frankfurt e LASK Linz. Nel 1997 Rauffmann passa da Linz - in Austria - a Nicosia, capitale del Cipro, per giocare con l'Omonia. Nelle prime quattro stagioni ottiene quattro titoli di miglior marcatore della Divisione A tra il 1998 e il 2001. Nella stagione 2002 realizza 16 reti, raddoppiando la cifra nel 2003. Si ritira dal calcio giocato nel 2004 totalizzando 192 marcature in 153 partite di Divisione A con la maglia dell'Omonia Nicosia.
Tra il 2002 e il 2003, dopo aver esser diventato cittadino cipriota, gioca 5 partite in Nazionale segnando 3 volte.
Nel 2005 ha la sua unica esperienza da allenatore, allorché gli venne affidato l'incarico sulla panchina dell'Olympiakos Nicosia.

## Statistiche
Dal 1991 Rauffmann ha giocato 325 partite tra club e Nazionale segnando 245 gol. La sua media reti è di 0,75 a partita. Con l'Omonia Nicosia la sua media reti sale a 1,25.

### Cronologia presenze e reti in nazionale
| Cronologia completa delle presenze e delle reti in nazionale ― Cipro | Cronologia completa delle presenze e delle reti in nazionale ― Cipro | Cronologia completa delle presenze e delle reti in nazionale ― Cipro | Cronologia completa delle presenze e delle reti in nazionale ― Cipro | Cronologia completa delle presenze e delle reti in nazionale ― Cipro | Cronologia completa delle presenze e delle reti in nazionale ― Cipro | Cronologia completa delle presenze e delle reti in nazionale ― Cipro | Cronologia completa delle presenze e delle reti in nazionale ― Cipro |
| Data                                                                 | Città                                                                | In casa                                                              | Risultato                                                            | Ospiti                                                               | Competizione                                                         | Reti                                                                 | Note                                                                 |
| -------------------------------------------------------------------- | -------------------------------------------------------------------- | -------------------------------------------------------------------- | -------------------------------------------------------------------- | -------------------------------------------------------------------- | -------------------------------------------------------------------- | -------------------------------------------------------------------- | -------------------------------------------------------------------- |
| 7-9-2002                                                             | Strovolos                                                            | Cipro                                                                | 1 – 2                                                                | Francia                                                              | Qual. Euro 2004                                                      | -                                                                    | 63’                                                                  |
| 20-11-2002                                                           | Strovolos                                                            | Cipro                                                                | 2 – 1                                                                | Malta                                                                | Qual. Euro 2004                                                      | 1                                                                    | 71’                                                                  |
| 13-2-2003                                                            | Larnaca                                                              | Cipro                                                                | 1 – 3                                                                | Slovacchia                                                           | Amichevole                                                           | 1                                                                    |                                                                      |
| 29-3-2003                                                            | Limassol                                                             | Cipro                                                                | 1 – 1                                                                | Israele                                                              | Qual. Euro 2004                                                      | 1                                                                    | 59’                                                                  |
| 2-4-2003                                                             | Lubiana                                                              | Slovenia                                                             | 4 – 1                                                                | Cipro                                                                | Qual. Euro 2004                                                      | -                                                                    | 63’                                                                  |
| Totale                                                               |                                                                      | Presenze                                                             | 5                                                                    |                                                                      | Reti                                                                 | 3                                                                    |                                                                      |

## Palmarès

### Giocatore

#### Club
- Campionato cipriota: 2

Omonia: 2001, 2003
- Coppa di Cipro: 1

Omonia: 2000
- Supercoppa di Cipro: 2

Omonia: 2001, 2003

#### Individuale
- Capocannoniere della Divisione A: 4

1997-1998 (42 gol), 1998-1999 (35 gol), 1999-2000 (34 gol), 2000-2001 (30 gol)